# Devarodes amoena
Devarodes amoena är en fjärilsart som beskrevs av Paul Dognin 1903. Devarodes amoena ingår i släktet Devarodes och familjen mätare. Inga underarter finns listade i Catalogue of Life.